# 氯烯炔菊酯
氯烯炔菊酯是一种有机化合物，化学式为C16H20Cl2O2。它是一种拟除虫菊酯杀虫剂，对蚊、蝇具有触杀活性。它可由3-(2,2-二氯乙烯基)-2,2,-二甲基环丙酰氯（二氯菊酰氯）和4-甲基-4-庚烯-1-炔-3-醇在碳酸钾的存在下反应得到。